# 系微公司
系微股份有限公司（Insyde Software Co., Ltd；櫃買中心：6231）是台湾一家上櫃公司，1998年成立，經營嵌入式系統和BIOS軟體、韌體設計，於2003年上櫃。
系微於1998年間創立，關鍵轉捩點為該年取得自美商系騰科技（Systemsoft Corporation）有關BIOS之智慧財產權及相關技術人員加入研發，可以說是由技術工程師開創的公司。隔年便獲得中華開發工業銀行的注資。
2000年時開發出全球第一款能支援AMD PowerNow!的BIOS，隔年又獲經濟部技術處「鼓勵新興中小企業開發新技術」之專案補助新台幣2600萬元。2006年與日本AIC合作進軍日本市場，2010年成立伺服器研發中心獲選《富比士》「亞洲200家最佳中小企業」。